# Atlético Marília
Atlético Marília é uma agremiação esportiva da cidade de Marília, São Paulo. Atualmente disputa a Taça Paulista. Fundada em 2016, a equipe se profissionalizou em 2017 para disputar a Taça Paulista de 2017.
Já em 2016 a equipe disputou sua primeira competição na Liga de Futebol Nacional, a Taça Paulista sub 18. Seu primeiro jogo oficial foi contra o Jaguariúna Futebol Clube.
Originalmente suas cores eram verde e amarelo, porém para a disputa da Taça Paulista a equipe mudou seu escudo e suas cores para azul e branco.